# Lee Chaolan
(Lee Chaolan a un nemico sconfitto)
Lee Chaolan (リー・チャオラン?, Rī Chaoran) è un personaggio immaginario della serie di videogiochi picchiaduro Tekken. Noto soprattutto per la sua personalità sfacciata e per l'eleganza, combinato con il suo stile di combattimento lo ha reso un personaggio molto popolare e tra i più usati in Tekken.
Lee fu adottato e allenato da Heihachi con il solo scopo di dare un rivale al figlio Kazuya. Lee può apparire debole ma non va preso alla leggera in quanto è un lottatore eccezionale.
Alla fine di Tekken 2, quando l'impero di Kazuya crolla, Lee è costretto a scappare alle Bahamas per condurre una vita tranquilla, ma in seguito sceglie di tornare a combattere. La storia di Lee, come rilevanza, è seconda solo alle vicende di Heihachi, Kazuya e Jin, in quanto sono tra loro collegate e costituiscono il tema portante del gioco.

## Descrizione

### Stile di combattimento
Lo stile di combattimento di Lee si ispira principalmente al Jeet Kune Do, con mosse di taunt e falsi movimenti basati sull'agilità e l'astuzia piuttosto che sulla forza bruta, come la sua mossa più famosa, l'Hitman, dove Lee Chaolan si mette in posa e provoca l'avversario ad attaccare. Lee affinò le sue tecniche di combattimento addestrandosi con il patrigno, anche se non riuscì ad imparare lo stile Mishima, ma solo alcune mosse. Inoltre imparò molte delle mosse usate da Marshall Law (Come il salto mortale) e Paul Phoenix.
Originariamente concepito come un mix di Paul e Law, man mano nella serie Lee ha acquisito il suo stile di combattimento e le sue varianti di attacchi.

## Biografia del personaggio

### Tekken
I genitori di Lee morirono quando era ancora piccolo, lasciandolo in balia di se stesso per le strade. Quotidianamente di fronte a un ambiente ostile, divenne ben presto un azzuffatore specializzato con riflessi sorprendenti per un ragazzo della sua età. Sono state queste le qualità che hanno catturato l'attenzione di Heihachi, che ha assistito a un combattimento tra Lee e altri ragazzini durante un viaggio d'affari. Impressionato dall'abilità di Lee nella lotta di strada, Heihachi lo adottò e lo portò in Giappone per educarlo. Non si sa come ma in alcuni siti si dice che Lee e Kazuya erano amici anche prima che fosse adottato, questo non è stato ufficializzato dalla Namco ma potrebbe essere plausibile che in altri viaggi di Heihachi in Cina, Kazuya abbia conosciuto Lee diventando amici.
In realtà Heihachi non ha mai provato nessuna emozione verso Lee: il suo vero scopo era quello di dare un rivale a Kazuya, sul quale quest'ultimo potesse ispirarsi. La loro abilità nel combattimento è uguale, ma coloro che conoscono il potere di Lee lo temono come il "Demone dai capelli d'argento".
Heihachi cercò di insegnare a Lee lo stile Mishima, ma egli non riuscì ad impararlo, venne quindi mandato dall'amico di famiglia, Wang Jinrei, ma egli indirizzò Lee a due grandi lottatori, Paul Phoenix e Marshall Law. Lee venne quindi mandato negli Stati Uniti per finire l'educazione, e venne istruito da Marshall Law ed Paul Phoenix nel combattimento, alla fine Lee creò un suo stile di combattimento inserendo le poche mosse Mishima imparate con quelle di Law e Phoenix.
Dopo aver finito l'istruzione, Lee divenne il segretario del patrigno ed incaricato di supervisionare la Mishima Zaibatsu negli Stati Uniti.
Sub-boss di Lee è Kazuya Mishima. Lee è sub-boss di stage 8 di Kazuya Mishima e di stage 5 Heihachi Mishima.

### Tekken 2
Sia Lee che Heihachi furono sconfitti da Kazuya, il quale prese possesso della Mishima Zaibatsu. Fu costretto così a servire Kazuya come un suo subalterno. Lee fu poi avvicinato da Wang, che lo mise in guardia da Kazuya e chiese il suo aiuto per far ritornare l'onore alla Mishima Zaibatsu. Lee scelse di aiutare il suo capo trattenendo Heihachi abbastanza a lungo affinché Jun Kazama potesse sconfiggere il diavolo che stava possedendo Kazuya.
Poi quest'ultimo indisse il The King of Iron Fist Tournament 2. Stavolta Lee affrontò il suo patrigno, che era molto arrabbiato con lui per aver aiutato Kazuya, il suo figlio traditore. Poi Heihachi sconfisse Lee abbastanza facilmente.
Sub-boss di Lee è Heihachi Mishima. Lee è sub-boss di stage 8 di Heihachi Mishima.
Nel suo finale, Lee vince il torneo e, come aveva programmato, fa arrestare Heihachi e Kazuya e diventa il capo della Mishima Zaibatsu. Nella scena finale si vede Chaolan che sorseggia del vino seduto alla scrivania di Kazuya, mentre i due Mishima sono dietro le sbarre di una prigione.

### Tekken the Animation
Lee pensò di utilizzare il torneo per testare i suoi nuovi esperimenti sui lottatori e per sconfiggere Kazuya. In anticipo all'evento, Lee mandò Nina Williams ad uccidere Kazuya, ma lei fallirà. Dopo il secondo fallimento, Lee mandò Anna Williams a fare il lavoro. Dopo aver subito una sconfitta imbarazzante per mano di Kazuya, un ormai impazzito Lee attiva il meccanismo di autodistruzione dell'isola ed è il primo a morire.

### Tekken Tag Tournament
Nel suo epilogo, Lee è al centro di una stanza, assorto nei suoi pensieri. Le due scene che corrono sono quelle di due incontri, con Heihachi e Kazuya, da cui Lee esce vincitore.

### Tekken 4
Vent'anni prima Lee fu espulso dalla Mishima Zaibatsu, dove tradì Heihachi e si schierò con Kazuya al The King of Iron Fist Tournament 2.
Per qualche tempo i pensieri di vendetta consumarono Lee. Alla fine si rese conto che era inutile uccidere un vecchio che probabilmente aveva solo pochi anni davanti a sé. Con questa realizzazione Lee prese le distanze dalla lotta e si trasferì in una magione alle Bahamas per condurre una vita solitaria. Un giorno scoprì un'enorme liquidazione di merci della G-Corporation su Internet. Lee intuì che era successa qualcosa nella società. La sua intuizione era corretta. Hackerò la rete del loro computer classificato e accedette alle loro comunicazioni interne aziendali. Lee capì che la Mishima Zaibatsu aveva attaccato la G Corporation e causato danni significativi alle loro strutture di ricerca. Venne anche a conoscenza che una nuova forma di vita in via di sviluppo da parte della Mishima Zaibatsu sarebbe stata completata entro l'anno successivo. Al fine di completare la forma di vita, tuttavia, risultò che mancava un componente critico.
Stranamente fu fatto un annuncio per il The King of Iron Fist Tournament 4 nello stesso tempo. La passione, ormai affievolita, di Lee per la lotta si riaccese insieme al suo risentimento nei confronti del clan Mishima. Al fine di impedire alla Mishima Zaibatsu di scoprire la sua vera identità, Lee si firmò online per il torneo con un nome falso, Violet. Come ulteriori misure per mascherare la sua identità, ha tinto i suoi capelli d'argento di un viola lucente, indossò un paio di occhiali da sole e abiti viola.
Boss di Lee e Violet è Combot.
Nel suo finale, Chaolan sconfigge Kazuya, poi, in finale contro Heihachi, si batte con lui ed esce vittorioso dallo scontro. Quindi prende il controllo della Mishima Zaibatsu e usa il patrigno come test per Combot, non ottenendo grandi risultati. Anche questa volta, la scena finale lo vede sorseggiare del vino seduto alla scrivania di famiglia.

### Tekken 5
Chaolan Lee, figlio adottivo di Heihachi e rivale di Kazuya Mishima, partecipò al 4º Torneo del Pugno di Ferro sotto le sembianze di Violet. Stupito dalla presenza di Kazuya, che credeva morto dal 2 ° Torneo, rimase spiazzato e venne sconfitto da Kazuya stesso e perse il torneo. Con la morte di suo padre adottivo, Lee pianificò di prendere il controllo della Mishima Zaibatsu, ma scoprì che il trono della compagnia era stato usurpato da qualcun altro!
"Maledizione! Che sia stato Kazuya? Sempre ad intralciare i miei piani...". Un mese dopo, venne annunciata l'apertura del 5º Torneo King of Iron Fist Tournament, Lee decise immediatamente di parteciparvi, determinato ad avere una rivincita contro Kazuya e prendere la direzione di tutta la Mishima Zabaiatsu.
Sub-boss di Lee sono: Kazuya Mishima (4° Stage) e Heihachi Mishima (7° Stage).Lee è sub-boss di stage 4 Anna Williams.
La storia di Lee lo vede farsi strada nel Tournament finché al quarto incontro, rivede Kazuya, che lo chiama "verme insignificante", quindi Lee e Kazuya combattono, e Lee ne esce vincitore dove nella gioia della sua vittoria su Kazuya, cade a terra. Più avanti ritrova il patrigno, rimanendo sorpreso che fosse vivo, quindi Heihachi spiega a Lee come è riuscito a sopravvivere ed combattono, Lee riesce a sconfiggerlo, rivolgendosi al patrigno "Chi è quello arrogante ora, paparino?"
Nel suo epilogo, Lee assume il controllo della Mishima Zaibatsu, e si vede rilassato su una sdraio in una lussuosa piscina massaggiato da una donna, Lee quindi schiocca la dita e Heihachi, vestito da cameriere va da Lee, che gli ordina di portagli un altro drink, quando Heihachi prova a obiettare, Lee lo minaccia con il collare esplosivo attaccato al collo di Heihachi che corre in disperazione eseguendo l'ordine, Lee quindi torna sulla straio e la donna gli mette gli occhiali da sole, mentre soddisfatto esclama "Eccellente!".

### Tekken 6
Lee Chaolan ha partecipato al King of Iron Fist Tournament 5, per vendicarsi di Kazuya Mishima. Tuttavia, quello che aveva aperto il torneo non è stato Kazuya, ma Jinpachi Mishima, e Chaolan, dopo aver appreso questo fatto, ha perso interesse per il torneo e ritornò alla sua casa alle Bahamas. Poco dopo, la Mishima Zaibatsu, guidata da Jin Kazama portò il caos nel mondo, e circa nello stesso periodo la G Corporation ne divenne la maggiore oppositrice. Sorpreso da un'improvvisa azione militare della G Corporation, Chaolan, uno dei principali azionisti, ha condotto una investigazione privata con la massima segretezza e scoprì che c'era Kazuya dietro le azioni della G Corporation.
Dopo aver ottenuto le informazioni che Kazuya stesso avrebbe preso parte a questo torneo (Tekken 6), Chaolan, usando un biglietto di trattamento preferenziale di un azionista, partecipa al torneo, al fine di incontrare Kazuya.
Nel suo finale, Lee vince il torneo diventando padrone della Mishima Zaibatsu; avendo catturato Jin, Kazuya ed Heihachi li incatena a dei pali su un campo da golf e si diverte a lanciargli contro palline da golf esplosive.

### Tekken: Blood Vengeance
Lee appare come insegnante alla scuola internazionale di Kyoto, anche se nessuno è mai presente alle sue lezioni. In seguito offre riparo a Xiaoyu e Alisa nella sua sontuosa villa.

## Violet
Violet (ヴァイオレット?, Vaioretto) è stato introdotto in Tekken 4, ed è riapparso solamente nello spin-off Tekken Tag Tournament 2. Il personaggio si è poi rivelato essere Lee Chaolan sotto mentite spoglie, dato che hanno le stesse mosse. Porta vestiti e capelli viola (da qui il suo nome) e indossa anche un paio di occhiali da sole. Il prologo di Violet è diverso da quello di Lee, ma tutti condividono lo stesso epilogo. Il nome della società che Lee ha fondato sotto l'alias è "Violet Systems", che si rivela in uno scenario della modalità campagna in Tekken 6.
Violet è selezionabile premendo il tasto "Triangolo" o il tasto "Cerchio", mentre con gli altri tasti si sceglie Lee; è selezionabile in Tekken 4 dopo aver battuto il gioco due volte. Lee Chaolan, il suo alter ego, diventa selezionabile dopo aver completato la modalità storia con Violet una volta.
È azionista di maggioranza e dirigente de facto di un produttore di robot umanoidi. A quanto pare era un combattente in passato, ha vissuto una vita tranquilla in una villa alle Bahamas. Annoiato dal suo stile di vita e dalla carriera, ha deciso di entrare in The King of Iron Fist Tournament 4, grazie a un fisico forgiato da avanzate apparecchiature d'allenamento. I dirigenti della sua compagnia tacciarono queste sue azioni come il mero diversivo di un uomo ricco, ma in ogni caso non ci sono elementi che lo confermino.
Ci fu un altro motivo importante per il suo ingresso nel torneo: Violet credeva che avrebbe potuto completare la sua ultima arma di combattimento, basata sulla sua ricerca di umanoidi in via di sviluppo avanzato. Egli credeva in un mondo utopico dove umanoidi inorganici avrebbe svolto la volontà dei loro padroni umani. La mente di Violet si riempì così di visioni di lui e del suo prototipo, con cui pensava di dominare il King of Iron Fist Tournament 4. Anche la Mishima Zaibatsu e Heihachi Mishima avevano intenzioni simili, come tutte le persone in cerca di potere insondabile attraverso l'ingegneria genetica.
Violet accelerò lo sviluppo di un prototipo di umanoide per il torneo. Se il prototipo fosse stato completato in tempo, avrebbe potuto sfruttare questo torneo come un ottimo strumento di prova.